# پنلوپوگناتوس
پنلوپوگناتوس (نام علمی: Penelopognathus) نام یک سرده از راسته پرنده‌کفلان است.